# Toronto Falcons
Toronto Falcons was een Canadese voetbalclub uit Toronto, Ontario.
De club werd opgericht in 1967 en ging spelen in de nieuw opgerichte competitie van de NPSL. Het gemiddeld aantal toeschouwers was 3.792. Na één seizoen fusioneerde de NPSL met de USA en werd zo de North American Soccer League. In het tweede seizoen was het gemiddeld aantal toeschouwers 5.336. Door financiële problemen moest de club na het tweede seizoen al faillissement aanvragen.

## Bekende spelers
- Gordon Bradley
- Cesar Luis Menotti

## Seizoen per seizoen
| Jaar | League | W  | V  | G | Ptn | Reg. Seizoen          | Playoffs            |
| ---- | ------ | -- | -- | - | --- | --------------------- | ------------------- |
| 1967 | NPSL   | 10 | 17 | 5 | 127 | 4de, Western Division | Niet gekwalificeerd |
| 1968 | NASL   | 13 | 13 | 6 | 144 | 3de, Lakes Division   | Niet gekwalificeerd |